# Carl Gottlob Bohm

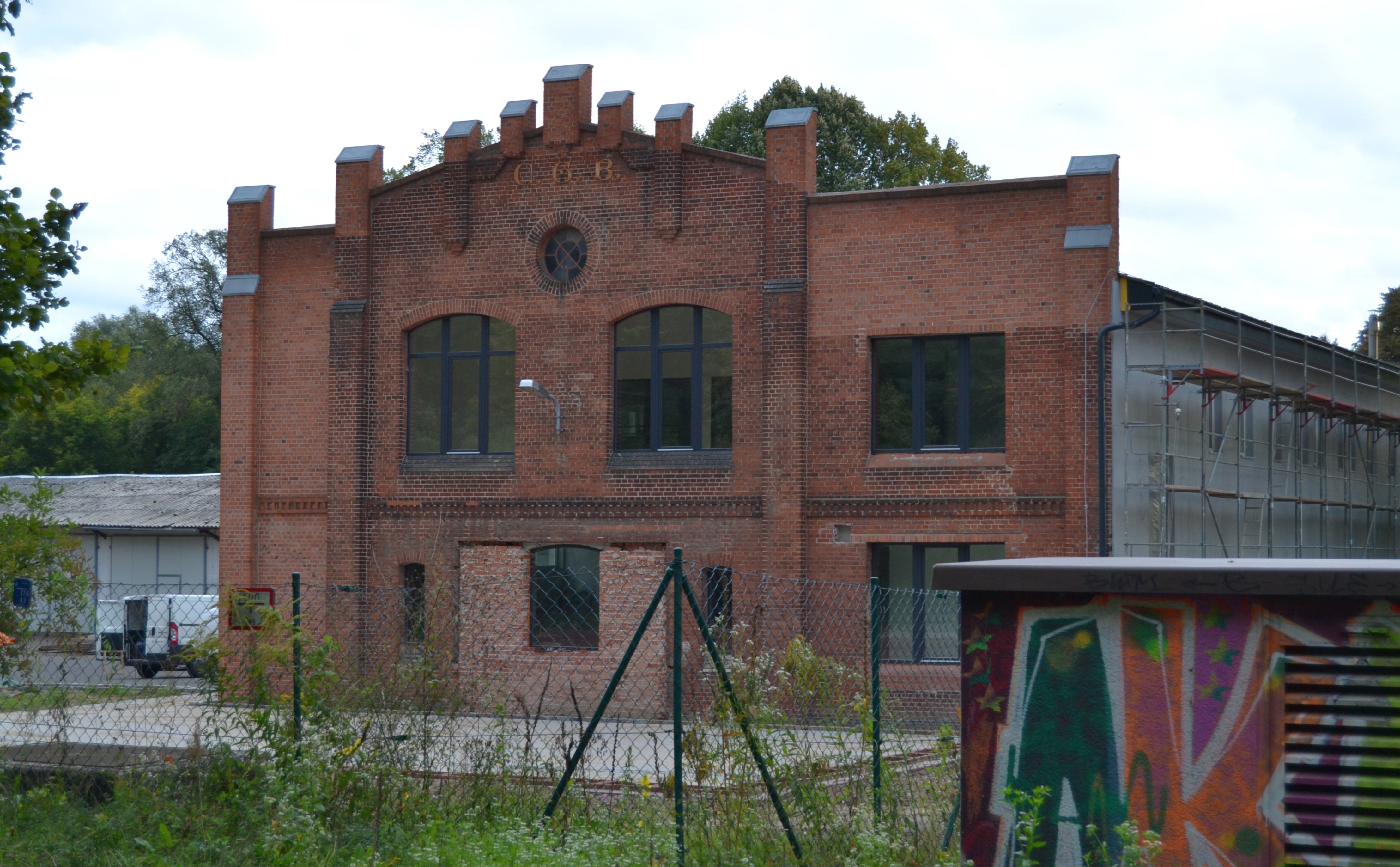
Erhaltenes Gebäude der Maschinenbaufabrik C. G. Bohm in Fredersdorf

Carl Gottlob Bohm (* 1810 oder 1811 in Lychen; † 7. Juni 1883 in Fredersdorf) war ein deutscher Maschinenbau-Unternehmer.
Carl Gottlob Bohm begann 1828 eine Ausbildung am Gewerbeinstitut Berlin (einem der Vorläufer der Technischen Universität Berlin). Einer seiner Studienfreunde war August Borsig, dem der Institutsleiter Peter Beuth Bohm als leuchtendes Vorbild präsentierte, da er anders als der Praktiker Borsig auch theoretisches Interesse hatte. Seit 1831 befasste er sich neben dem Studium mit der Reparatur von Wind- und Wassermühlen und gründete dazu in der Mühle im heimischen Lychen einen Betrieb. 1834 schloss er sein Studium ab, ein Jahr später erwarb er in Fredersdorf mit der finanziellen Unterstützung seines Schwiegervaters, des Holzhändlers Windpfennig aus Berlin, für 6300 Reichstaler die örtliche Mühle am Fredersdorfer Mühlenfließ. Er arbeitete hier zunächst als Müller, nebenbei betrieb er als zweites Standbein auch etwas Landwirtschaft. Schnell jedoch begann er, auch als Mühlenbaumeister tätig zu werden. Ab etwa 1840 baute er seinen Betrieb in Fredersdorf immer weiter aus, neben der Mühle entstanden nun eine Eisengießerei und eine Maschinenfabrik. Er baute in seiner Fabrik Maschinen etwa zum Glätten von Marmor oder für den Bergbau. Am bekanntesten war die Mitwirkung an der Errichtung der Berliner Siegessäule, wo das von Bohm entwickelte Glättungsverfahren für Marmor angewandt wurde. Die Bergwerksmaschinen wurden vor allem für den Kalksteinbruch Rüdersdorf gefertigt. Später verlegte sich Bohm in seinem Betrieb auf die Herstellung von Apparaturen für die Spirituosen-Herstellung. Man produzierte komplette Einrichtungen von Hefefabriken, Brennereien und Mälzereien und stellte Wärme-Austausch-Apparate her. Etwa ab 1875 war das Unternehmen weltweit tätig.

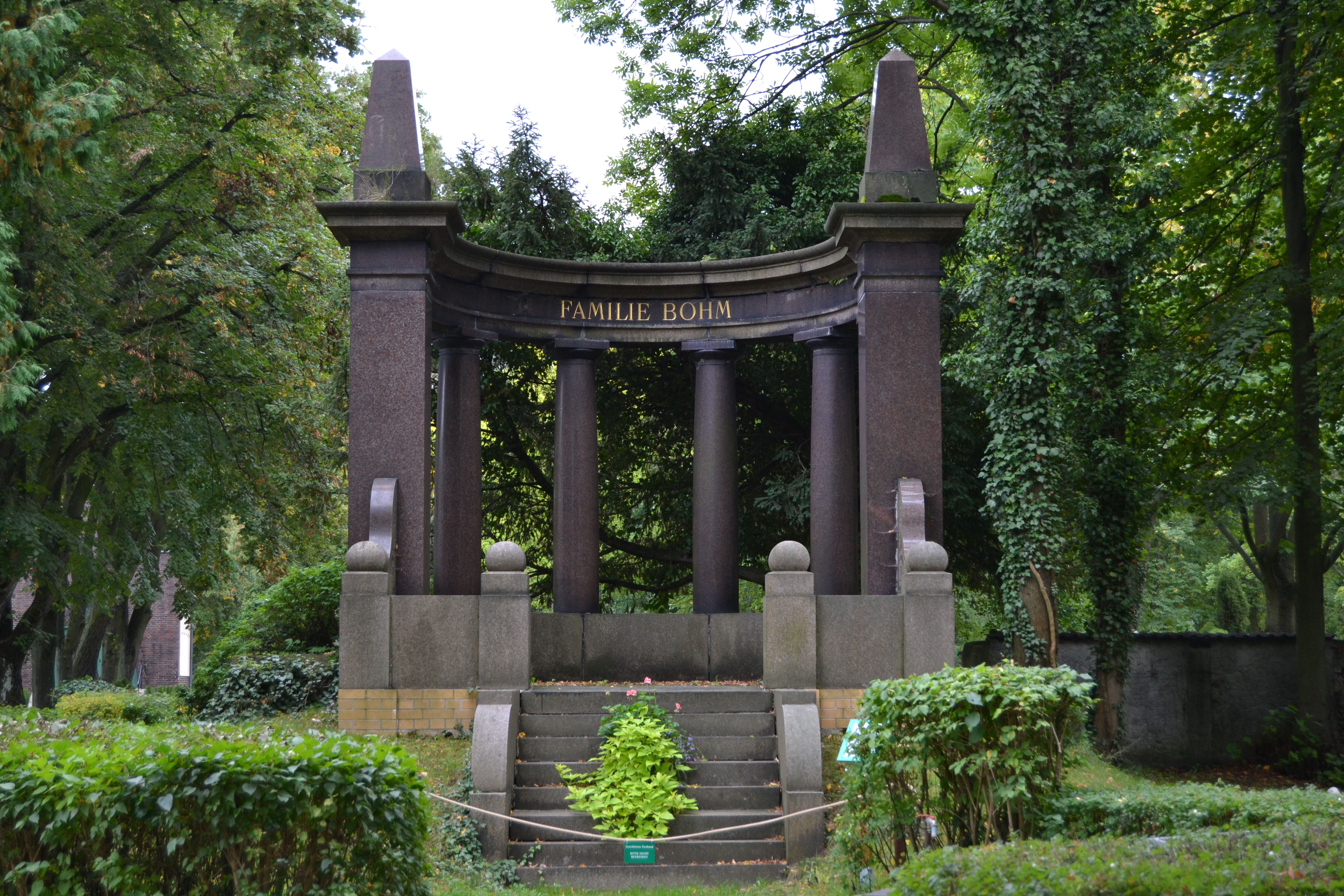
Erbbegräbnis der Familie Bohm

Bohm beschäftigte in seiner Maschinenbaufabrik C. G. Bohm zeitweise bis zu 100 Menschen, was zur Entwicklung des Ortes Fredersdorf von einem kleinen Dorf zu einer Gemeinde mit mehreren tausend Einwohnern beitrug. Seine Söhne Paul und Otto – letzterer war selbst lange Zeit Ortsvorsteher von Fredersdorf – ließen nach dem Tod ihres Vaters mit dem Erbbegräbnis der Familie Bohm ein Grabmal auf dem Evangelischen Friedhof Fredersdorf-Süd errichten, das aufgrund seiner künstlerischen Qualität und seiner Bedeutsamkeit für die Ortsgeschichte unter Denkmalschutz gestellt wurde.